# Синеголовая земляная ракша-ателорнис
Синеголо́вая земляна́я ра́кша-атело́рнис (лат. Atelornis pittoides) — птица семейства земляных ракш. Эндемик о. Мадагаскар. Её естественная среда обитания — субтропические или тропические влажные низменные леса и субтропические или тропические влажные горы.